# Serni
En el universo imaginario de Tolkien El Río Serni es un río del sur de Gondor, uno de los cinco que forman la región del Lebennin, nace en las Ered Nimrais y vuelca sus aguas al suroeste para unirse al Gilrain y juntos desembocar en el Mar frente a la isla de Tolfalas. En su unión con el Gilrain se encuentra la ciudad de Linhir.

## Etimología del Nombre
Aparentemente su nombre deriva del Sindarin _Sarn_, raíz SAR; que significa "guijarros", "pedregullo"; puesto que su desembocadura estaba bloqueada de guijarros y por ello “(...)los barcos que se aproximaban al Anduin y se dirigían a Pelargir iban por el lado este de Tol Falas y cogían el paso marino hecho por los númenóreanos en medio del Delta del Anduin...”
- Datos: Q5060146